# Чэнду Жунчэн
«Футбольный клуб Чэнду Жунчэн» (кит. упр. 成都蓉城足球俱乐部)) — китайский футбольный клуб из города Чэнду провинции Сычуань, выступающий в Суперлиге. Домашней ареной клуба является Чэнду Фэнхуаншань, вмещающий 50,695 человек.

## История клуба
Футбольный клуб был основан 24 января 2014 года под названием «Наньцзин Цзяньбао», а главным спонсором команды стала корпорация Qbao Group. После сезона 2015 года команда переехала в Чэнду, а 8 января 2016 года сменила название на «Чэнду Цзяньбао». В 2018 году команда потеряла место в третьем дивизионе, так как спонсор, Qbao Group находилась в центре скандала с нелегальными финансовыми операциями. 20 марта 2018 года клуб был куплен корпорацией Chengdu Better City Investment Group, а клуб сменил название на «Чэнду Жунчэн»

## Изменение названия
- 2014–2015 Наньцзин Цяньбао (南京钱宝)
- 2016–2017 Чэнду Цяньбао (成都钱宝)
- 2018–2020 Чэнду Беттер Сити Ф.К. (成都兴城) 2021–     Чэнду Жунчэн Ф.К. 成都蓉城